# ТЕС Каламкас
45°20′17″ пн. ш. 51°54′52″ сх. д. / 45.33806° пн. ш. 51.91444° сх. д.
ТЕС Каламкас — теплова електростанція, що входить до комплексу облаштування нафтового родовища Каламкас. 
Розробка родовища Каламкас почалась ще в 1979-му і протягом кількох десятиліть промисел забезпечувався електроенергією із зовнішніх джерел. Враховуючи, що при видобутку нафти з Каламкас отримують значні обсяги попутного газу, у підсумку вирішили спорудити тут власну електростанцію. Її запуск первісно планували на 2009 рік, проте через неготовність системи видачі потужності обладнання довелось законсервувати. Нарешті, в 2014-му після розконсервації та відновлювальних робіт ТЕС Каламкас була введена в експлуатацію 
Станція має дві встановлені на роботу у відкритому циклі газові турбіни потужністю по 45 МВт. 
Для запуску в умовах відсутності енергопостачання наявні дизель-генератори MTU 16V4000 G21 потужністю по 1,5 МВт.
Видача продукції відбувається через розподільчий пристрій, розрахований на роботу з напругою 6 кВ та 35 кВ. За наявності надлишкової електроенергії, вона може постачатись зовнішнім споживачам по ЛЕП компанії «Мангистауенергомунай», які раніше живили промисел.